# هاري كلايتون
هاري كلايتون (بالإنجليزية: Harry Clayton)‏ (1904 في المملكة المتحدة - ) هو لاعب كرة قدم بريطاني في مركز الدفاع. لعب مع نادي تشورلي ونادي نيلسون وباك أب بورو ‏ ونادي موركامب وManchester Central F.C. ‏.

## وصلات خارجية
- هاري كلايتون على موقع قاعدة بيانات كرة القدم.إي يو (الإنجليزية)